# Hursid Pascià
Hursit Ahmed Pascià (Caucaso, ... – Larissa, 30 novembre 1822) è stato un militare e politico ottomano di etnia georgiana.
Già membro del corpo dei giannizzeri, venne nominato gran visir dell'Impero ottomano dal sultano Mahmud II nel 1812 e mantenne l'incarico fino al 1815.

Servì l'Impero sin dalla giovane età, prima in Egitto, agli ordini di Mehmet Ali Pascià, e poi in Serbia, combattendo in entrambe le rivolte indipendentiste balcaniche. Inviato dal sultano ad eliminare Alì Pascià di Tepeleni, venne poi impiegato nella Guerra d'indipendenza greca. Fu vittima di un complotto di corte mirante a screditarlo con accuse di abuso d'ufficio e corruzione. Si suicidò per scampare agli assassini inviati ad eliminarlo.

## Biografia
Hursid Ahmed nacque nel Caucaso da una famiglia di origini georgiane. In tenera età, venne condotto a Costantinopoli, convertito all'Islam ed arruolato nel corpo dei giannizzeri.
Nel 1801, Hursid servì la Sublime porta in Egitto, durante la ricostituzione del locale potere ottomano smantellato dalla Campagna d'Egitto di Napoleone Bonaparte. Il suo primo incarico formale fu governatore di Alessandria. Nel 1804 riuscì ad ottenere la nomina a beylerbey d'Egitto, carica precedentemente detenuta da dei burocrati manovrati da Mehmet Ali, un giannizzero albanese impegnato a costruirsi una base di potere che ne avrebbe fatto il sovrano indipendente (v. dinastia alawita). Per estromettere dal potere Mehmet e le sue truppe albanesi, Hursid ottenne l'appoggio dell'Impero britannico ed arruolò dei cavalleggeri deli siriani. Mehmet Ali uscì però vittorioso dallo scontro e manovrò i suoi contatti al Cairo (capi-gilda ed ʿulamāʾ) per presentarsi agli occhi della Porta come l'unico capace di portare ordine in Egitto (maggio 1805). Hursid venne costretto a trincerarsi nella Cittadella del Cairo, dalla quale uscì quando ricevette il firmano del sultano Selim III che nominava nuovo beylerbey il condottiero albanese.
Nel 1809, Hursid venne inviato in Serbia al comando delle truppe che dovevano reprimere la Prima rivolta serba guidata da Karađorđe Petrović, autoproclamatosi Sovrano di Serbia. Fu lui, dopo la Battaglia di Čegar nella quale perì l'eroe rivoluzionario serbo Stevan Sinđelić, ad ordinare la costruzione della torre dei teschi di Niš quale monito agli slavi. Restò nei Balcani sino al 1812, quando lo scontro venne risolto in favore degli ottomani dal ritiro delle truppe russe richiamate dallo zar Alessandro I causa l'avvio della Campagna di Russia di Bonaparte. Hursid venne nominato gran visir dal sultano Mahmud II e restò in Serbia come suo serraschiere per dirigere le operazioni di repressione e pacificazione del territorio: es. la riconquista di Belgrado (1813). Nominato governatore del Eyalet di Bosnia, si trovò in prima linea nella repressione della Seconda rivolta serba di Miloš Obrenović.
Nel 1820, Hursid Pascià venne nominato Mora valisi (governatore) del Eyalet di Morea e prese corte a Tripolizza.

Il momento era delicatissimo: in città si era segretamente riunito il Direttorio rivoluzionario della Filikí Etería ed aveva preso contatti con il potente Pascià di Giannina, Ali, per coordinare la rivolta ellenica contro Istanbul già apertamente supportata dall'Impero russo. Nel rapido volgere di qualche mese, la situazione precipitò. Ali Pascià di Giannina entrò in rotta con il sultano e si autoproclamò liberatore dei Greci (23 marzo). Mahmud II rispose inviando Ismaël Pascià al comando di una nutrita armata contro Tepeleni. In novembre, Hursid ricevette a Tripolizza una delegazione di ricchi notabili greci che lo mise a parte dell'approssimarsi della rivolta aperta. Il 6 gennaio 1821, risolvette di lasciare la città nelle mani del suo vicecomandante Mehmed Salih (al comando di 1.000 soldati albanesi) e mosse con il proprio seguito (unitamente al proprio harem ed al tesoro) verso Giannina. Ali Pascià, in un tentativo di rappacificarsi con il sultano, gli aveva contestualmente inviato delle lettere nelle quali denunciava i piani della Filikí Etería e i suoi membri, costringendo così i rivoluzionario a passare anzitempo all'azione. Quando Hursid Pascià giunse a Giannina (marzo), subentrando ad Ismaël Pascià quale serraschiere della spedizione punitiva, la Guerra d'indipendenza greca era ormai divampata.

Hursid, senza aspettare istruzione dirette dalla Porta, portò avanti la guerra sui due fronti.

Riassegnato Ismaël Pascià alla testa del presidio di Arta, giocò d'astuzia contro Ali Pascià. L'armata di Tepeleni era composta da un miscuglio di soldati albanesi musulmani e greci cristiani. Manovrando abilmente le informazioni relative alla rivolta in atto in Grecia, Hursid convinse (novembre) numerosi albanesi al servizio di Tepeleni a disertare ed unirsi alle forze lealiste. 
Nel frattempo, Hursid inviò Omer Vrioni (già membro dello staff di Ali Pascià) e Köse Mehmed Pascià nel Peloponneso per sedare la rivolta, mentre la guarnigione di Tripolizza veniva rinforzata con altri 3.000 uomini al comando di Mustafa Bey. La manovra non sortì però l'effetto sperato. La spedizione di Vrioni e Mehmed Pascià non riuscì a pacificare la Grecia centrale, mentre Tripolizza cadeva nelle mani di Theodoros Kolokotronis il 23 settembre dopo un assedio di quattro mesi.

Entro il gennaio del 1822, Hursid Pascià aveva occupato la maggior parte delle fortificazioni di Giannina. Ali Pascià, asserragliato nel suo palazzo tramutato in una cittadella ed in grado di protrarre ulteriormente la lotta, accettò di aprire i negoziati. Le parti s'incontrarono nel Monastero di San Pantaleone, su di un'isola del Lago Pamvotida, già in mano turca. Attirato dalla promessa di un perdono completo (5 febbraio, 24 gennaio del calendario giuliano), Ali Pascià si vide circondato dai turchi che gl'intimarono d'inginocchiarsi per essere decapitato. A questo punto, secondo Alexandre Dumas, avrebbe aggredito i nemici dopo aver risposto «La mia testa non si piegherà come la testa di uno schiavo!». Gli spararono attraverso il pavimento, spacciandolo. La sua testa venne portata su di un piatto d'argento ad Hursid Pascià che ne baciò la barba in segno di rispetto prima d'inviarla a Costantinopoli dal sultano.

Risolta la contesa con Ali Pascià, Hursid radunò una nuova armata e mosse in Grecia per stroncare una volta per tutte la rivolta. I suoi rivali a Costantinopoli, allarmati dal prestigio che il serraschiere aveva accumulato, complottarono contro di lui. Hursid venne accusato di aver abusato del suo ruolo per sottrarre grosse quantitativi di denaro dal tesoro di Ali Pascià: i burocrati sostennero che il tesoro del ribelle era stato stimato in 500.000.000 di kuruş contro i 40.000.000 inviati da Hursid alla Porta. Offeso dalla manovra, Hursid non seppe controbattere a dovere alle ingiurie, limitandosi a non rispondere quando il governo centrale gli chiese conto dell'ammanco. Caduto in disgrazia, Hursid Pascià venne confinato a Larissa mentre Mahmud Dramali Pascià prendeva il suo posto come serraschiere e mora valisi. Quando però Dramali venne sconfitto nella Battaglia di Dervenakia (26-28 luglio), il sultano Mahmud tornò ad incaricare Hursid della conduzione della guerra. I cortigiani avversi al Pascià inviarono a questo punto dei sicari per eliminarlo. Venuto a parte del complotto, Hursid Pascià preferì suicidarsi con del veleno il 30 novembre.